# Классно-урочная система обучения
Кла́ссно-уро́чная систе́ма обуче́ния — преобладающая в современном образовании и повсеместно распространённая организация процесса обучения, при которой для проведения учебных занятий учащиеся одного и того же возраста группируются в небольшие коллективы (классы), сохраняющие свой состав в течение установленного периода времени (обычно — учебного года), причём все учащиеся работают над усвоением одного и того же материала. При этом основной формой обучения является урок.
Классно-урочную систему обучения ввели в практику друг и соратник Мартина Лютера Филипп Меланхтон (1497—1560) и немецкий педагог Иоганнес Штурм (1507—1589). До этого занятия в школах начинались не раз в год, а тогда, когда ученик приходил в школу, что вынуждало учителя с каждым учеником заниматься индивидуально; не было возможности давать всем одно и то же задание. 
В дальнейшем теоретическое обоснование системе дал Я. А. Коменский; впоследствии система была развита и дополнена К. Д. Ушинским.
Основные признаки классно-урочной системы обучения:
- все члены учебной группы в одно и то же время изучают одну и ту же тему, один и тот же вопрос, одним и тем же образом;
- содержание обучения делится на узкоспециальные учебные предметы, а каждый предмет изучается в отдельности;
- учащиеся делятся на классы — учебные группы, постоянные по составу, одноуровневые (в смысле изучения программы); отсюда возникли одноуровневые (одновозрастные) классы;
- для всех членов группы (класса) определяется одна и та же последовательность изучения тем и разделов учебного предмета;
- по характеру деятельности выделяются две разные группы людей: одни только учат (учителя), другие только учатся (ученики);
- изучение определённого учебного предмета организуется на одном «языке» для всех членов класса;
- определяются общие для всех членов группы начало и конец занятий, количество, длительность и время перерывов на отдых.

Классно-урочная система обучения является одним из проявлений группового способа обучения — общественно-исторической формации организации обучения, которая доминирует в мире в течение нескольких веков.
Системами обучения, отличными от классно-урочной, являются:
- испытанные в 1920-х годах в СССР и отвергнутые лабораторная и проектная системы[5];
- создаваемая в настоящее время система коллективного обучения по индивидуальным программам[6].